# مدافع صلح

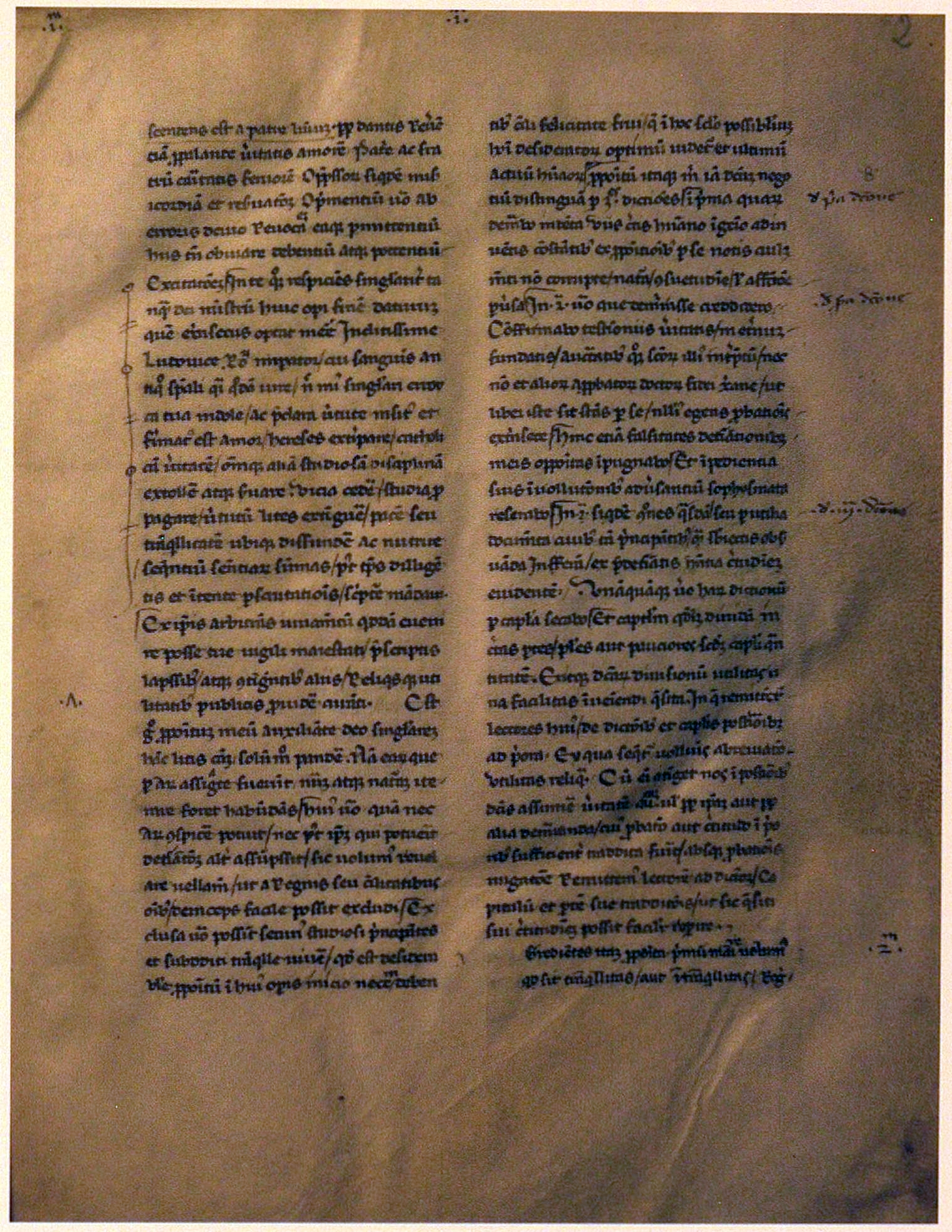
نمونه‌ای از نسخه خطی کتاب مدافع صلح از مارسیلیوس پادوایی

مدافع صلح یا دِفِنْسور پاکیس (انگلیسی: Defensor pacis) اثر معروف مارسیلیوس پادوایی است. او نگارش مدافع صلح را در سال ۱۳۲۴. م به پایان رساند، پاپ ژان بیست‌ودوم این رساله را تأیید نکرد و در سال ۱۳۲۷. م مارسیلیوس را مرتد معرفی کرد، هم چنین این کتاب مجدداً در سال ۱۳۷۸. م دوباره محکوم شد.
مارسیلیوس پادوایی احتمالاً در حدود سال‌های ۱۳۲۰ تا ۱۳۲۴ میلادی از پاریس به ایتالیا بازگشت و به عنوان مشاور سیاسی گیبلین‌ها — مخالفان پاپ در جمهوری‌های ایتالیا — مشغول به کار شد. وی در همین دوران به خلق اثر مشهور خود، مدافع صلح، اقدام کرد. وی در این کتاب حملات بی‌سابقه‌ای به پاپ به‌عنوان علت اصلی رخت بستن صلح از جهان مسیحی و همچنین عامل اصلی فساد دینی ارائه کرد و به‌طور جدی اصل جانشینی پطرس و مالکیت کلیسایی را به چالش کشید. با این حال مارسیلیوس به دلیل آگاهی از واکنش دادگاه تفتیش عقاید، کتاب خود راتا سال ۱۳۲۶ چاپ نکرد. وی در سال ۱۳۲۶ به همراه ژان ژاندوم به دربار لودویگ باواریا گریخت و در همان سال، اثر خود را منتشر کرد. انتشار اثر مارسیلیوس واکنش‌های شدیدی را در دربار پاپ ایجاد کرد؛ و در نهایت در سال ۱۳۲۷ باعث شد که کلیسای رم رسماً حکم ارتداد وی را صادر کند و از لودویگ بخواهد که مارسیلیوس را برای بررسی‌های بیشتر به رم بفرستد. اما دشمنی میان لودویگ و دستگاه پاپ بر سر ایالت‌های پاپ و منطقه لومباردی مانع از این شد که کلیسای بتواند آسیب جدی به مارسیلیوس برساند. انتشار این اثر و پناه‌جویی مارسیلیوس به دربار لودویگ، آغازگر ماجرای سیاسی پردامنه‌ای شد که به نوعی با وعده وی در کتاب مدافع صلح مبنی بر تلاش وی برای عملی ساختن محتوای آن کتاب همخوانی داشت.